# Station Helsby
Helsby is een spoorwegstation van National Rail in Helsby, Cheshire West and Chester in Engeland. Het station is eigendom van Network Rail en wordt beheerd door Transport for Wales. Het station is geopend in 1863.